# Mitopus mobilis
Mitopus mobilis is een hooiwagen uit de familie echte hooiwagens (Phalangiidae).